# Yehuda ben Moshe
Yehuda ben Moshe ha-Kohen (Yehuda Mosca o «Mosca el Coheneso» en las fuentes cristianas) vivió en el siglo XIII y fue médico real, astrónomo y un destacado escritor de la Escuela de Traductores de Toledo en época de Alfonso X el Sabio, para quien tradujo importantes obras científicas del árabe y hebreo al castellano. Fue rabino de la sinagoga de Toledo, llegó a ejercer de médico personal del rey sabio, y destacó como una de las más influyentes personalidades de la comunidad hebrea de la ciudad de las tres culturas de su época.

## Obra
Está documentada su participación entre 1225 y 1231 en una traducción al latín realizada junto con Guillelmus Anglicus del Libro de la azafea del astrónomo toledano Azarquiel, un tratado que versa sobre un instrumento astronómico de precisión similar al astrolabio, pero que permitía ser utilizado en cualquier latitud terrestre.
El año de 1243 comienza su relación con el futuro Alfonso X el Sabio, entrando al servicio del infante castellano. Fruto de este patronazgo es la traducción entre 1243 y 1250 del Lapidario, con la ayuda de Garci Pérez, un clérigo cristiano. 
También tradujo de Abenragel la obra astrológica Libro complido de los judicios de las estrellas, finalizado en 1254. El único manuscrito en que se ha transmitido esta obra es el Ms. 3605 en la Biblioteca Nacional de España, aunque solo contiene cinco de los ocho libros de que constaba la obra completa.
Vertió al castellano (1243-1250) el Libro de la ochava esfera en colaboración con Guillén Arremón Daspa (o de Aspa), obra que fue acabada en 1256. A partir de ese mismo año, en colaboración con el rabí Isaac ben Sid (el Rabiçag de las fuentes cristianas), trabajó en la composición de las Tablas alfonsíes, que compiló y redactó finalmente en 1277.
En 1259, junto con Juan Daspa, tradujo el Libro del alcora —de Qusta ibn Luqa—, y el Libro de las cruces, de Abu Said Ubayd-Alla.
A partir de la década de 1260 su labor se intensifica, trabajando paralelamente en diversas obras, como la traducción  de la versión definitiva del Libro de la azafea, del Libro del astrolabio redondo, del Libro del ataçir, de la Lámina universal y del Libro del cuadrante para rectificar. En todos estos tratados, del mismo carácter —libros sobre fabricación o interpretación de instrumentos astronómicos de medida—, demuestra su conocimiento de la astronomía y la astrología a un nivel especializado, siendo el intelectual más destacado de los eruditos reunidos en torno a Alfonso X en el ámbito de las ciencias de la observación, medición e interpretación de los astros.
También destacó en la composición y traducción al castellano de tratados acerca de la medición del tiempo o relojes, en los que trabajó en conjunción con Isaac ben Sid. En ellos describe algunos cronómetros sorprendentes, como el Libro del reloj del palacio de las horas, en el que imaginan un palacio maravilloso cuyas ventanas dejan pasar la luz a un patio central en donde se marcan las horas. Otras obras cronométricas escritas por estos dos eruditos hebreos son el Libro del reloj de la piedra de la sombra, el Libro del reloj de agua y el Libro del reloj del argent vivo.

## Ediciones
- RAGEL, Alí Ben [Abu-l-Hassan Ali ibn Ar-Rigal], El libro Conplido en los Iudizios de las Estrellas, VI-VIII. Versión en castellano de 1231 por Yehudá ben Moshe ha-Kohén para el rey Sabio Alfonso X. Introducción y edición de Gerold Hilty, con la colaboración de Luis Miguel Vicente García. Zaragoza, Instituto de Estudios Islámicos y del Oriente Próximo (Serie Estudios Árabes e Islámicos), 2005. portada (enlace roto disponible en Internet Archive; véase el historial, la primera versión y la última).